# UFC on ESPN: Covington vs. Lawler
UFC on ESPN: Covington vs. Lawler (também conhecido como UFC on ESPN 5) foi um evento de MMA produzido pelo Ultimate Fighting Championship no dia 03 de agosto de 2019, no Prudential Center, em Newark, New Jersey.

## Background
O evento estava previsto para acontecer em Sochi na Rússia, o que marcaria a primeira visita do UFC naquela cidade. Entretanto, os planos foram cancelados e foi considerado fazer o evento em Manchester na Inglaterra assim como em Tampa na Flórida. Porém, a organização preferiu realizar em Nova Jérsei. O evento marca a oitava visita no Prudential Center e a primeira desde o UFC on Fox: Johnson vs. Bader em janeiro de 2016.
O duelo nos meio-médios entre o ex-campeão interino dos meio-médios Colby Covington e o ex-campeão dos meio-médios Robbie Lawler serviu de luta principal da noite.
O duelo nos meio-médios entre Cláudio Silva e Ramazan Emeev estava agendado para este evento. Entretanto, Emeev teve problemas com o visto e foi retirado do duelo. Para seu lugar, foi chamado o estreante Cole Williams. Nas pesagens, Williams pesou 176 libras (79,8 kg), ficando 5 libras acima do limite de 171 libras (77,6 kg) em lutas que não valem o cinturão. Como resultado, Williams perdeu 30% do valor de sua bolsa que foram para Cláudio Silva.
O duelo no peso mosca feminino entre a ex-campeã peso galo do Invicta FC Lauren Murphy e Mara Romero Borella estava previsto para acontecer no UFC 240, porém, no dia 20 de junho, a organização achou melhor reagendar para este evento.
O duelo nos meio-pesados entre Ilir Latifi e o ex-desafiante dos meio-pesados Volkan Oezdemir estava agendado para o UFC Fight Night: Gustafsson vs. Smith. Porém, uma lesão nas costas de Latifi um dia antes do evento fez com que o combate fosse cancelado. A luta então foi reagendada para este evento, porém Oezdemir teve problemas com o visto e o duelo foi mais uma vez reagendado desta vez para o UFC Fight Night: Shevchenko vs. Carmouche 2.
O duelo nos meio-médios entre Zelim Imadaev e Salim Touahri estava previsto para este evento. No entanto, no dia 09 de julho, foi anunciado que Touahri iria enfrentar Mickey Gall. Nenhum motivo para a alteração foi divulgada.
Nas pesagens, Dong Hyun Ma pesou 158 libras (71,7 kg) ficando 2 libras acima do limite da categoria de 156 libras (70,8 kg) em lutas que não valem o cinturão. Ele foi punido com a perda de 20% da bolsa que foram para seu adversário Scott Holtzman.

## Card Oficial
Nota 1 Stošić perdeu dois pontos, um no round 2 e outro no round 3, ambos por chutes baixo ilegais. 

## Bônus da Noite
Os lutadores receberam $50.000 de bônus:
- Luta da Noite:  Antonina Shevchenko vs.  Lucie Pudilová
- Performance da Noite:  Nasrat Haqparast e  Matt Schnell